# Otago (Region)

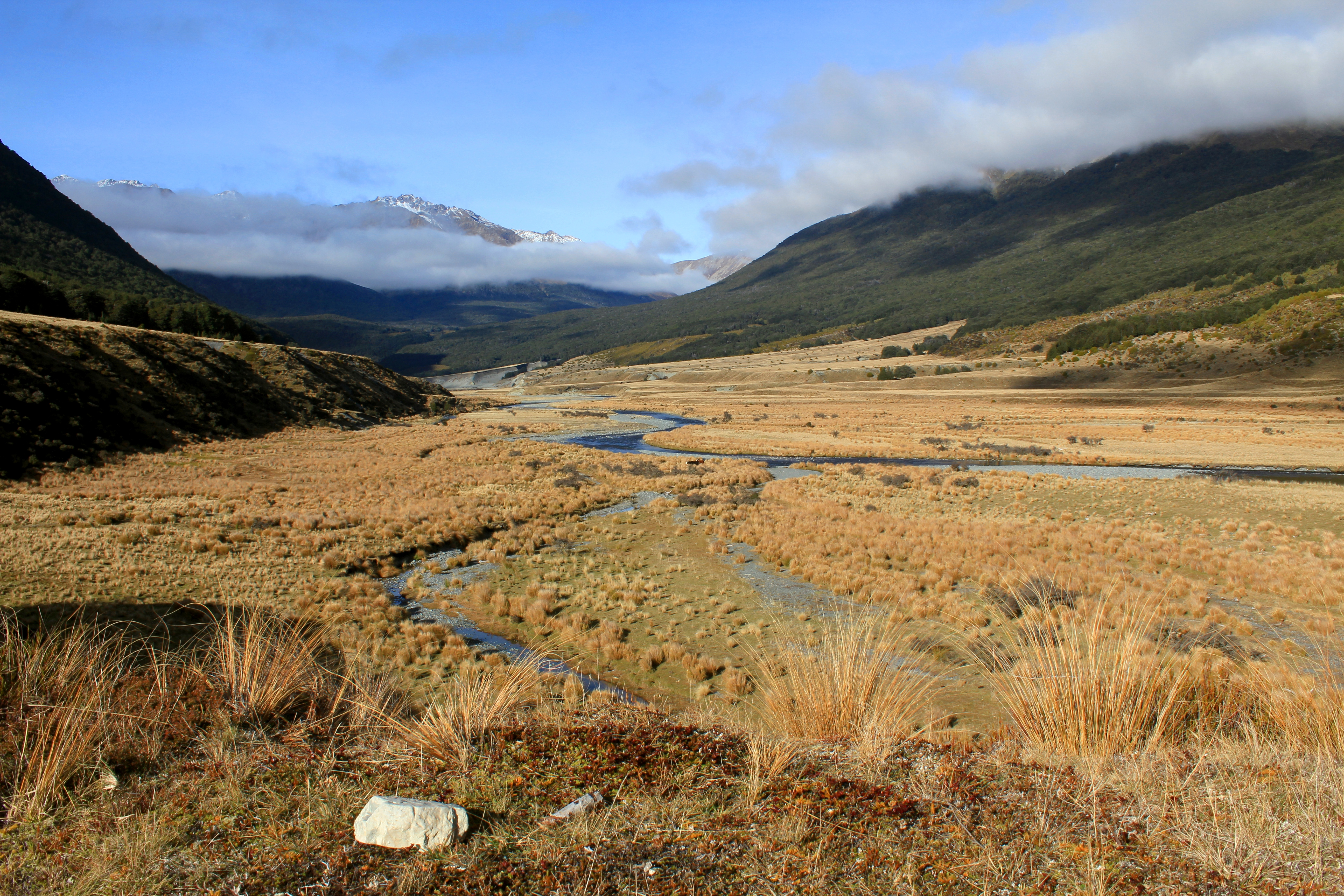
Greenstone Valley

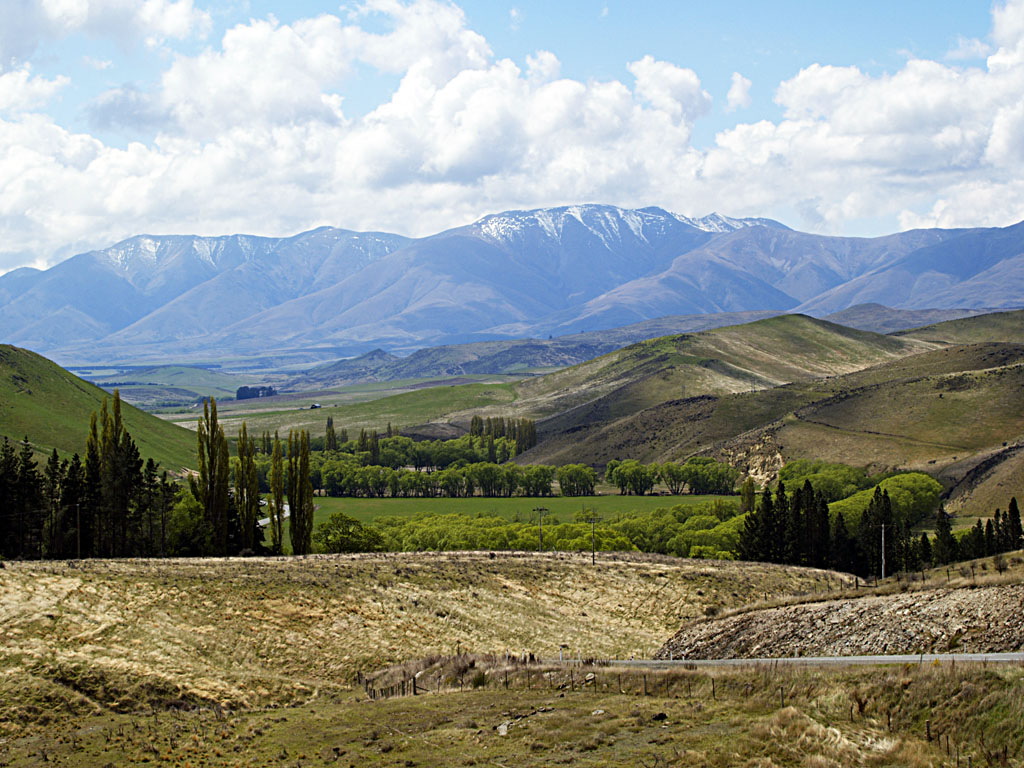
Kakanui Mountains, Otago

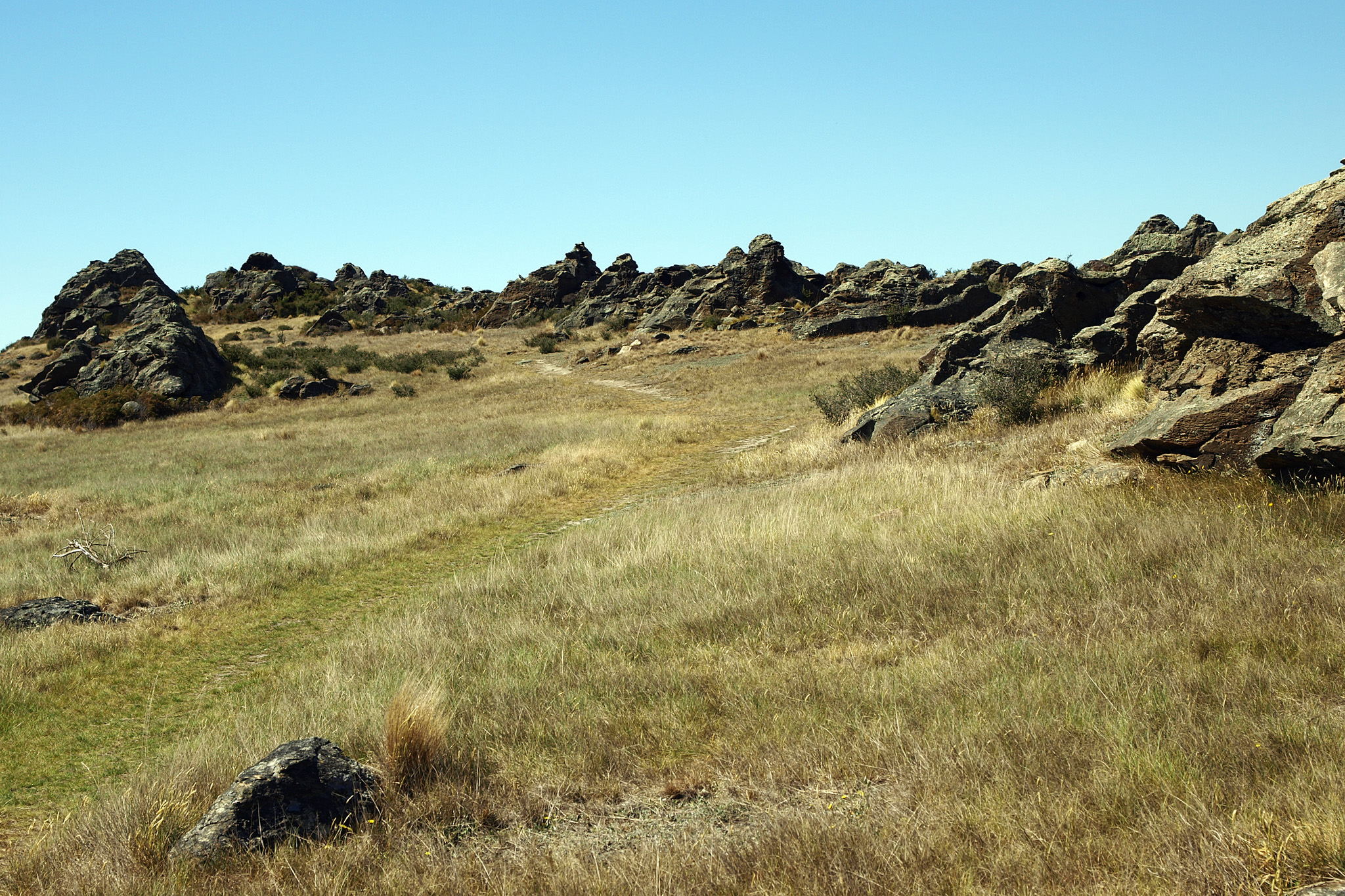
Rock and Pillar Range

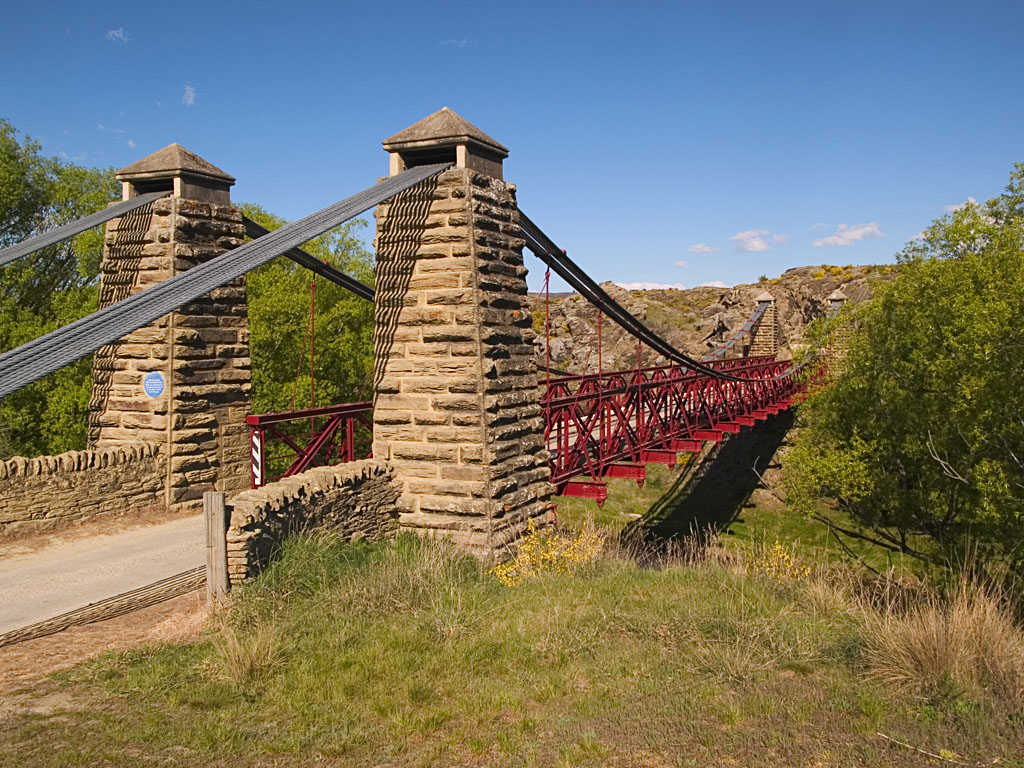
Brücke über den Manuherikia River (1880 für Goldtransporte erbaut)

Die Otago Region ist eine Verwaltungsregion auf der Südinsel von Neuseeland. Sie ist flächenmäßig die zweitgrößte Region des Landes. Der Rat der Region, Otago Regional Council genannt, hat seinen Sitz in Dunedin. 

## Namensherkunft
Ōtākou ist eine kleine Māori-Siedlung der Ngāi Tahu am Ende der Otago Peninsula an der Küste von Dunedin. Aus diesem Namen wurde von den Pākehā (den Weißen) der Name Otago geformt und das Hinterland der Küste so benannt. Später erhielt die 1953 gebildete Provinz diesen Namen, und nach Auflösung der Provinzen und Bildung der Regionen wurde die heutige Region ebenfalls Otago genannt.

## Geographie

### Geographische Lage
Die Otago Region bedeckt mit 31.209 km² reiner Landfläche fast den gesamten mittleren Teil der südlichen Hälfte der Südinsel Neuseelands. Mit 202.467 im Jahr 2013 gezählten Einwohnern  ist Otago die Region mit der zweithöchsten Einwohnerzahl der Südinsel hinter Canterbury. Mit 6,5 Einwohner pro km² kommt die Region auf die dritthöchste Bevölkerungsdichte im südlichen Teil Neuseelands.
Während die westliche Hälfte der Region von den östlichen Flanken und Ausläufern der Neuseeländischen Alpen geprägt ist, wo mit dem 3033 m hohen Mount Aspiring oder Tititea auch der höchste Berg der Region liegt, wird der größere Teil der östlichen Hälfte von einem zwischen 500 m und 1000 m hohen Hochland bestimmt, in dem sich Bergketten, Hügellandschaften und Ebenen abwechseln. Der Süden der Region ist hingegen hüglig mit einzelnen Waldabschnitten und geht in die Mittelgebirgslandschaft der Catlins über.
Vier große Seen befinden sich im Westen Otagos, der Lake Wakatipu, der Lake Wānaka, der Lake Hāwea und der Lake Ōhau. Als bedeutende Gebirgszüge sind im Nordosten die Kakanui Mountains und weiter westlich die Dunstan Mountains und davon südwestlich die Garvie Mountains zu nennen. In die alpinen Regionen hinein fallen die The Remarkables, die Richardson Mountains und die Livingstone Mountains, allesamt den Lake Wakatipu umgebend. Größte und bedeutsamste Flüsse der Region sind der rund 200 km lange Taieri River und der über 300 km lange Clutha River/Mata-Au.
Die größten Städte der Region sind nach Einwohnerzahl gelistet Dunedin mit rund 120.250 Einwohnern, Queenstown mit rund 12.150, Mosgiel mit rund 6700, Wanaka mit rund 6470, Alexandra mit rund 4800, Cromwell mit rund 4150, Balclutha mit rund 3900 und Milton rund 1900 Einwohnern.

### Klima
Das Klima in Otago gehört zu den variationsreichsten klimatischen Regionen Neuseelands. Bei den bevorzugten westlichen Winden regnen sich die Wolken in den Bergregionen der neuseeländischen Alpen ab und bringen so dem äußersten Westen der Region Niederschläge jenseits der 2000 mm pro Jahr. Auf der windabgekehrten Seite der Berge gehen die Niederschläge rapide zurück und liegen im Hochland von Otago zwischen 400 und 800 mm pro Jahr je nach Lage. Im Süden zu den Catlins hin steigen die Niederschläge wieder bis auf 1400 mm an.
Die durchschnittliche Tagestemperaturen im Sommer liegen zwischen 15 °C und 22 °C je nach Lage, in den höheren Bergregionen des Westens niedriger. Im Winter dagegen ist das Hochland von Otago von durchschnittlichen Tagestemperaturen im einstelligen Minusbereich geprägt, zur Ostküste hin milder bei Temperaturen zwischen 2 °C und 5 °C. Die durchschnittliche Sonnenscheindauer pro Jahr liegt im Hochland zwischen 1900 und 2100 Stunden je nach Lage, zu der Küste hin um die 1600 Stunden im Süden und um die 1800 bis 1900 Stunden an dem nördlichen Küstenstreifen.

## Geschichte
Vor den ersten Missionaren kamen in den 1820er Jahren Wal- und Robbenfänger von Australien herüber, um an den Küsten hier ihr Glück zu versuchen. Wellers Rock war eine erste Siedlung, die 1831 von den Wellers Brüdern aus Sydney kommend, als Stützpunkt für den Walfang an den Ufern des Otago Harbour nahe der Māori-Siedlung gegründet wurde.
Nachdem im Juli 1844 162 Hektar Land, der sogenannten Otago Block, von dem britischen Bauingenieur und Landvermesser Frederick Tuckett im Auftrage der New Zealand Company den Ngai Tahu abgekauft wurde, begann dann im Spätherbst 1848 mit der Ankunft der ersten 347 schottischen Siedler der Free Church of Scotland die systematische Besiedlung der Region und die Stadtgründung von Dunedin. In den frühen Jahren der Besiedlung konzentrierte sich die Free Church of Scotland, die durch den Bankrott der New Zealand Company nun auf eigene finanzielle Mittel angewiesen war, allerdings erst auf das Gebiet des heutigen Dunedin. Die damalige Provinz erstreckte sich noch über den gesamten Südteil der Insel.
Am 26. Dezember 1848 bekam die Provinz auf Wunsch der schottischen Siedler durch den damaligen Gouverneur der Kolonie Neuseeland, Sir George Edward Grey, den Namen Otago verliehen und 1852 wurde Dunedin offiziell die Hauptstadt der Provinz.
Ab 1861 erlebte die Region mit ihrer Hauptstadt Dunedin einen rasanten wirtschaftlichen Aufschwung. Die Goldfunde des australischen Goldsuchers Thomas Gabriel Read nahe Lawrence, veränderten von einem Tag auf den anderen die Region. Zahlreiche Goldsucher aus Kalifornien, Australien, Europa, Nordamerika und China zog es nach Otago. 
Es war der Beginn des Goldrausches in Otago. Dunedin wurde so zur größten und reichsten Stadt des Landes, allerdings nur bis kurz vor der Jahrhundertwende.
Bedingt durch Rivalitäten spaltete sich am 25. März 1861 der südwestliche Teil (heutiges Southland) von der damaligen Provinz Otago ab und richtete seine eigene Verwaltung ein. Zehn Jahre später wurde Southland Otago verwaltungstechnisch wieder unterstellt. 1876 wurde das damalige Verwaltungssystem reorganisiert und Otago in mehrere Distrikte aufgeteilt. Southland ist seit dieser Zeit eine eigenständige Region.

## Bevölkerung

### Bevölkerungsentwicklung
Von den 202.467 Einwohnern der Region waren 2013 14,385 Einwohner Māori-stämmig (7,1 %). Damit lebten 2,4 % der Māori-Bevölkerung des Landes im in der Region Otago. Das durchschnittliche Einkommen in der Bevölkerung lag 2013 bei 26.300 NZ$ gegenüber 28.500 NZ$ im Landesdurchschnitt.

### Herkunft und Sprachen
Die Frage nach der Zugehörigkeit einer ethnischen Gruppe beantworteten in der Volkszählung 2013 89,1 % mit Europäer zu sein, 7,5 % gaben an, Māori-Wurzeln zu haben, 2,0 % kamen von den Inseln des pazifischen Raums und 5,2 % stammten aus Asien (Mehrfachnennungen waren möglich). 18,2 % der Bevölkerung gab an, in Übersee geboren zu sein. 1,7 % der Bevölkerung sprachen Französisch als zweithäufigste Sprache nach Englisch. Die Maorische Sprache beherrschten 13,4 % der Māori.

## Verwaltung
Die Region Otago besitzt einen Verwaltungsrat, Otago Regional Council genannt, der von einem Chairman (Vorsitzenden) geführt wird. In dem Council sitzen zwölf gewählte Councillors (Ratsmitglieder), die insgesamt vier sogenannte Constituencies (Wahlkreise) vertreten. Im Folgenden sind dies, der Wahlkreis Dunedin mit sechs Councillors, der  Wahlkreis Dunstan mit drei, der Wahlkreis Molyneux mit zwei und der Wahlkreis Moeraki mit einem Councillor. Die Ratsmitglieder, die aus ihren Reihen den Vorsitzenden bestimmen, werden alle drei Jahre neu gewählt.
Des Weiteren ist die Region in vier Distrikte und einer City mit jeweils eigenem Council unterteilt:
- Dunedin City Council

- Queenstown-Lakes District Council
- Central Otago District Council
- Clutha District Council

- Waitaki District Council (teilweise, ca. 45 %)

Während die Regionalverwaltung für die Binnen- und Küstengewässer, für die Häfen, für Land, Luft, Erosion, Katastrophenschutz, Transportplanung und der regionale Entwicklung verantwortlich ist, sind die Verwaltungen der Distrikte für alle anderen Belange der Bürger zuständig und die Angelegenheiten, die in einer Kommune geregelt werden müssen.

## Wirtschaft
Die wichtigsten Wirtschaftszweige sind in Otago recht unterschiedlich verteilt. Wo in Dunedin der Bildungssektor, die Verwaltung und der Tourismus die Haupteinnahmequellen darstellen, sind in den unterschiedlichen Regionen Otagos, Schafzucht, Forstwirtschaft, Agrarwirtschaft und Weinanbau die dominierenden Wirtschaftszweige. Die Ausnahmen davon stellen Queenstown, mit dem Sommer wie Winter größten Freizeit- und Tourismusangebot dar und die kleine Siedlung Macraes Flat, die mit der Macraes Gold Mine das größte und erfolgreichste Goldabbaugebiet Neuseeland beherbergt. Die OceanaGold Corporation, die sich auf den Abbau von Gold und Kupfer spezialisiert hat und neben der Macraes Gold Mine noch das Goldbergwerk in Reefton und das Gold- und Kupferbergwerk Didipio in Kasibu auf den Philippinen betreibt, ist mit zu einem der wichtigsten Arbeitgeber in der Region geworden.
Die Kohleförderung spielte in Otago von 1840 an bis zur Schließung der größten Grube 1970 in Kaitangata eine große Rolle. IM Jahr 2011 wurde Kohle in der Region nur noch in einer Größenordnung von 50.000 Tonnen für den lokalen Bedarf gefördert.

## Infrastruktur

### Verkehr

#### Straßenverkehr
Verkehrstechnisch angeschlossen ist die Region durch den New Zealand State Highway 1, der von Invercargill kommend, an der Ostküste entlang durch Dunedin weiter Nach Norden nach Christchurch führt. Von ihm zweigt südöstlich von Milton der State Highway 8 nach Alexandra ab, um von dort aus weiter nach Norden die nördliche liegenden Landesteile der Südinsel mit der Region Otago zu verbinden. Weiter westlich kommt der State Highway 6 von Invercargill und bindet Queenstown und Wanaka an. Die State Highways 85, 87 und 90 stellen Querverbindungen her.

#### Schienenverkehr
Die Eisenbahnlinie South Island Main Trunk Railway verbindet Invercargill mit Dunedin, Christchurch und den Norden der Südinsel und führt an der Ostküste der Region entlang. Über die Verbindung werden ausschließlich Güter transportiert. 

#### Flugverkehr
Über den Dunedin Airport wird die Region mit allen Regionalflughäfen des Landes verbunden. Ein weiterer Flughafen von Bedeutung ist der Queenstown Airport, da hierüber zumeist Touristen in die touristisch erschlossenen Region um Queenstown gebracht werden.

#### Schiffsverkehr
Über den Naturhafen Otago Harbour und den Hafen von Port Chalmers ist die Region mit allen anderen Häfen des Landes verbunden ist. Über den Hafen von Port Chalmers werden nicht nur Güter transportiert, es legen auch Kreuzfahrtschiffe an, die Touristen nach Dunedin und in die Region Otago bringen.

## Kultur
Der wohl mit Abstand wichtigste Ort in Otago in Bezug auf Freizeitvergnügen und Sport ist Queenstown und Umgebung. Bungee-Jumping, Rafting und Paragliding in allen Variationen sind nur einige von den vielen Vergnügungssportarten, die jährlich um die 1,7 Millionen Gäste (2000) aus aller Welt anziehen. Die Schattenseiten dieses Tourismus zeigt sich allerdings in der Kriminalität und dem Drogenkonsum, wobei Queenstown mittlerweile in Neuseeland auf Platz 2 der Drogenproduktion hinter Auckland gekommen ist.